# Augustin Vince (altábornagy)
Augustin Vince (Pest, 1780. március 17. – Bécs, 1859. március 6.) báró, császári és királyi tábornok, altábornagy.

## Élete
A 19. század elején a mennyiségtan tanára volt a bécsújhelyi katonai akadémián, majd a napóleoni háborúkban a vezérkarnál szolgált. Ő szerkesztette azon jelentéseket, melyek az asperni csata tervének alapjául szolgáltak. 1813-ban a szövetséges svéd trónörökös seregéhez csatlakozott és Norvégiában harcolt, ahol nagy része volt Friedrichsort várának elfoglalásában. A békében a tüzérség továbbfejlesztése, a rakéták tökéletesítése és a katonaságnak tökéletesebb lőfegyverekkel való ellátása körül szerzett érdemeket, amikért báróságra és altábornagyi rangra emeltetett. Ő vezette be a Lorenz-féle kupakos puskákat. A szabadságharc után a bécsi arzenál építését vezette és mint a tüzérség nyugalmazott parancsnoka halt meg.
A magyar felsőgeodézia történetében fontos szerepe volt, mivel ő fejlesztette ki a Duna-menti háromszögelési főhálózatnak Bécs és Buda közötti szakaszát. 1810-ben Győr közelében alapvonalmérést végeztetett, ennek végpontjai a mai napig fennmaradtak és „Franciakő” néven ismertek.

## Fontosabb műve
- Bestimmung der Längen-Differenz zwischen Wien und Raab durch Pulversignale (Pest, 1813.)